# Головний корпус МДУ
 Головний корпус МДУ (рос. Главное здание МГУ) — хмарочос (одна зі сталінських висоток) в Москві, Росія. В будинку розташований головний корпус Московського державного університету. Висота 36-поверхового будинку становить 182 м, разом зі шпилем 240 метрів, на момент завершення будівництва був найвищим будинком Європи і утримував цей статус до 1990 року, коли в Франкфурті-на-Майні було збудовано Messeturm. Будівництво було розпочато в 1949 та завершено в 1953 році.

## Історія будівництва
За пропозицією Сталіна в січні 1947 року Рада міністрів СРСР ухвалила рішення про будівництво в Москві восьми висотних будівель, одною з яких став головний корпус Московського державного університету на Ленінських (нині Воробйових) горах. Проєкт був розроблений групою архітекторів під керівництвом Льва Руднєва: С. Е. Чернишовим, П. В. Абросімовим, А. Ф. Хряковим, В. Н. Насоновим. Скульптурне оформлення фасадів — робота майстерні Віри Мухіної. У проєкті використані елементи незбудованого «Палацу рад».
Земляні роботи розпочалися в 1948 році, церемонія закладення першого каменю відбулася 12 квітня 1949 року. При будівництві було використано працю декількох тисяч ув'язнених.
1 вересня 1953 року в корпусі розпочалися навчальні заняття.

## Використання
У головній будівлі розміщені: геологічний факультет (3-8 поверхи), механіко-математичний факультет (12-16 поверхи) та географічний факультет (17-22 поверхи), ректорат (8-10 поверхи) і адміністрація, наукова бібліотека, Музей землезнавства, актовий зал на 1500 чоловік і Будинок культури МДУ.
У бічних крилах Головного висотної будівлі розташовується 5754 кімнати гуртожитку для студентів і аспірантів та 184 квартири для професорів і викладачів університету.